# Cario River
Der Cario River ist ein Fluss an der Westküste des karibischen Inselstaats Dominica. Er verläuft im Parish St. John. Er mündet nördlich der Pointe Ronde in der Secret Bay ins Karibische Meer.

## Geographie
Der Cario River entspringt auf ca. 350 m Höhe über dem Meer beim Morne Plaisance Estate (⊙), in der Nähe zur Grenze des Parishes Saint Peter und etwas weiter östlich als die Quelle des Lamois River. Er verläuft in westlicher Richtung und mündet nach einem Verlauf von 4,2 km bereits ins Karibische Meer.
Nach Süden grenzt das Einzugsgebiet des Espagnole River an und nach Norden sowohl der Lamois River, als auch die Zuflüsse des Picard River.